# ミラクル7号
『ミラクル7号』（みらくる7ごう、原題: 長江7號、英題: CJ7）は、2008年公開のチャウ・シンチー（周星馳）監督作品。

## 概要
監督・出演の周星馳（チャウ・シンチー）がSFに初挑戦した作品。主人公の男の子、ディッキーを演じる少女・徐嬌（シュー・チャオ）は、1万人のオーディションの中から選ばれた。なお、ディッキーをいじめる同級生のジョニー、ジョニーの用心棒役の暴龍も、それぞれ女性が演じている。

## ストーリー
妻を病気で亡くしたティーは工事現場で働きながら一人息子のディッキーを一流私立小学校に通わせている。ディッキーの欲しがる運動靴を拾いに行ったゴミ捨て場で、ティーは緑色のボールを見つける。ティーが持ち帰ったボールから生まれた生物（かどうか不明な物体）をディッキーはミラクル7号と呼んで飼い始める。

## キャスト
| 役名       | 俳優               | 日本語吹替     |
| ---------- | ------------------ | -------------- |
| ティー     | チャウ・シンチー   | 山寺宏一       |
| ディッキー | シュー・チャオ     | 矢島晶子       |
| ユエン先生 | キティ・チャン     | 魏涼子         |
| ボス       | ラム・ジーチョン   | 塩屋浩三       |
| カオ先生   | リー・ションチン   | 藤原啓治       |
| 体育の先生 | フォン・ミンハン   | 落合弘治       |
| ジョニー   | ホアン・レイ       | 田中真弓       |
| マギー     | ハン・ヨンホア     | こおろぎさとみ |
| 暴龍       | ヤオ・ウェンシュエ | 木村昴         |

## スタッフ
- 監督・製作：周星馳（チャウ・シンチー）
- プロデューサー：崔寶珠（チュイ・ポーチュウ）、韓三平（ハン・サンピン）、谷徳昭（ヴィンセント・コク）
- アソシエイト・プロデューサー：コニー・ウォン
- 脚本：周星馳（チャウ・シンチー）、谷徳昭（ヴィンセント・コク）、曾謹昌（ツァン・カンチョン）、邵麗環（サンディ・ショウ・ライキン）、馮志強（フォン・チーチャン）、ラム・フォン
- 撮影監督： 潘恒生（プーン・ハンサン）
- アクション・コレオグラファー：谷軒昭（クー・ヒンチウ）、袁信義（ユエン・シンイー）
- プロダクションデザイナー（美術監督）： 黄鋭民（オリヴァー・ウォン）
- 編集：林安兒（アンジー・ラム）
- 音楽： 黄英華（レイモンド・ウォン）
- 衣装デザイン：呉里璐（ドーラ・ン）

## ロケ地
- 寧波
- 寧波：東銭湖（エンディングシーン）